# مسئول‌نگهداری نرم‌افزار
در بحث نرم‌افزارهای آزاد و بازمتن، مسئول نگهداری نرم‌افزار شخص یا اشخاصی هستند که کد منبع را به بسته باینری کامپایل می‌کنند، وصله‌ها را بر روی کد منبع اعمال می‌کنند، یا کدهای منبع را در یک مخزن نرم‌افزاری سازمان دهی می‌کنند.
نگه‌دارنده‌ها اغلب بسته‌های باینری را به صورت دیجیتالی امضاء می‌کنند تا کاربران بتوانند از صحت درستی و اعتبار آنها اطمینان حاصل کنند.
بسیاری از پروژه‌های متن باز به وسیلۀ یک مسئول نگهداری مدیریت می‌شود. به طور مثال دبیان گنو/لینوکس  و هسته لینوکس که مسئولش لینوس توروالدز است.

## همچنین بنگرید به
- توسعه‌دهنده